# Жовтогорлик північний
Жовтогорлик північний (Geothlypis trichas) — вид горобцеподібних птахів родини піснярових (Parulidae).

## Поширення
Вид поширений в Північній Америці. Гніздовий ареал лежить від Аляски через Канаду та майже всі США до Центральної Мексики. На зимівлю мігрує до Центральної Америки та на острови Вест-Індії.

## Опис
Дрібний птах, завдовжки 11,5-14 см. Спина, крила та хвіст оливкового забарвлення. Горло та груди жовті, черево біле. У самців є широка чорна лицьова маска, обведена зверху білою та сірою смугами. Верхівка голови оливкова. У самиць лицьова маска відсутня.

## Спосіб життя
Птах трапляється у болотистих районах з невисокою, але густою рослинністю. Самиці вибирають самців з більшими масками. Гнізда облаштовують серед густої трав'янистої рослинності. У гнізді 3-5 яєць. Живиться комахами, на яких полює серед трави.